# Плејнвју (Арканзас)
Плејнвју (енгл. Plainview) град је у америчкој савезној држави Арканзас.

## Демографија
По попису из 2010. године број становника је 608, што је 147 (-19,5%) становника мање него 2000. године.
| Група             | 2000.       | 2010.       |
| Белци             | 701 (92,8%) | 592 (97,4%) |
| Афроамериканци    | 1 (0,1%)    | 0 (0,0%)    |
| Азијати           | 0 (0,0%)    | 0 (0,0%)    |
| Хиспаноамериканци | 48 (6,4%)   | 8 (1,3%)    |
| Укупно            | 755         | 608         |